# Herzog–Schönheims förmodan
Ino  matematiken är Herzog–Schönheims förmodan ett kombinatoriskt problem gällande grupper framlagt av Marcel Herzog och Jochanan Schönheim år 1974.
Låt {\displaystyle G} vara en grupp och låt
{\displaystyle A=\{a_{1}G_{1},\ \ldots ,\ a_{k}G_{k}\}}
vara ett ändligt system av vänstersidoklasser av delgrupper
{\displaystyle G_{1},\ldots ,G_{k}} of {\displaystyle G}.
Herzog and Schönheim förmodade att om {\displaystyle A} bilar en partition av {\displaystyle G} med {\displaystyle k>1},
då kan alla (ändliga) index {\displaystyle [G:G_{1}],\ldots ,[G:G_{k}]} inte vara skilda. 

## Subnormala delgrupper
År 2004 bevisade Zhi-Wei Sun en starkare form av Herzog–Schönheims förmodan i fallet då {\displaystyle G_{1},\ldots ,G_{k}} är subnormala i {\displaystyle G}.